# Taastrup
Taastrup là thành phố Đan Mạch vệ tinh của Copenhagen, là thủ phủ hành chính của Høje-Taastrup Municipality, Region Hovedstaden. Dân số thành phố này vào năm 2011 là 32.406 người. Đây là thành phố đông dân thứ 20 của Đan Mạch. Thành phố có diện tích  km². Thành phố nằm giữa vùng thủ đô Copenhagen và Roskilde, gần Albertslund.